# Polyrhachis laboriosa
Polyrhachis laboriosa é uma espécie de formiga do gênero Polyrhachis, pertencente à subfamília Formicinae.